# Olbernhauer Anthrazitkohle

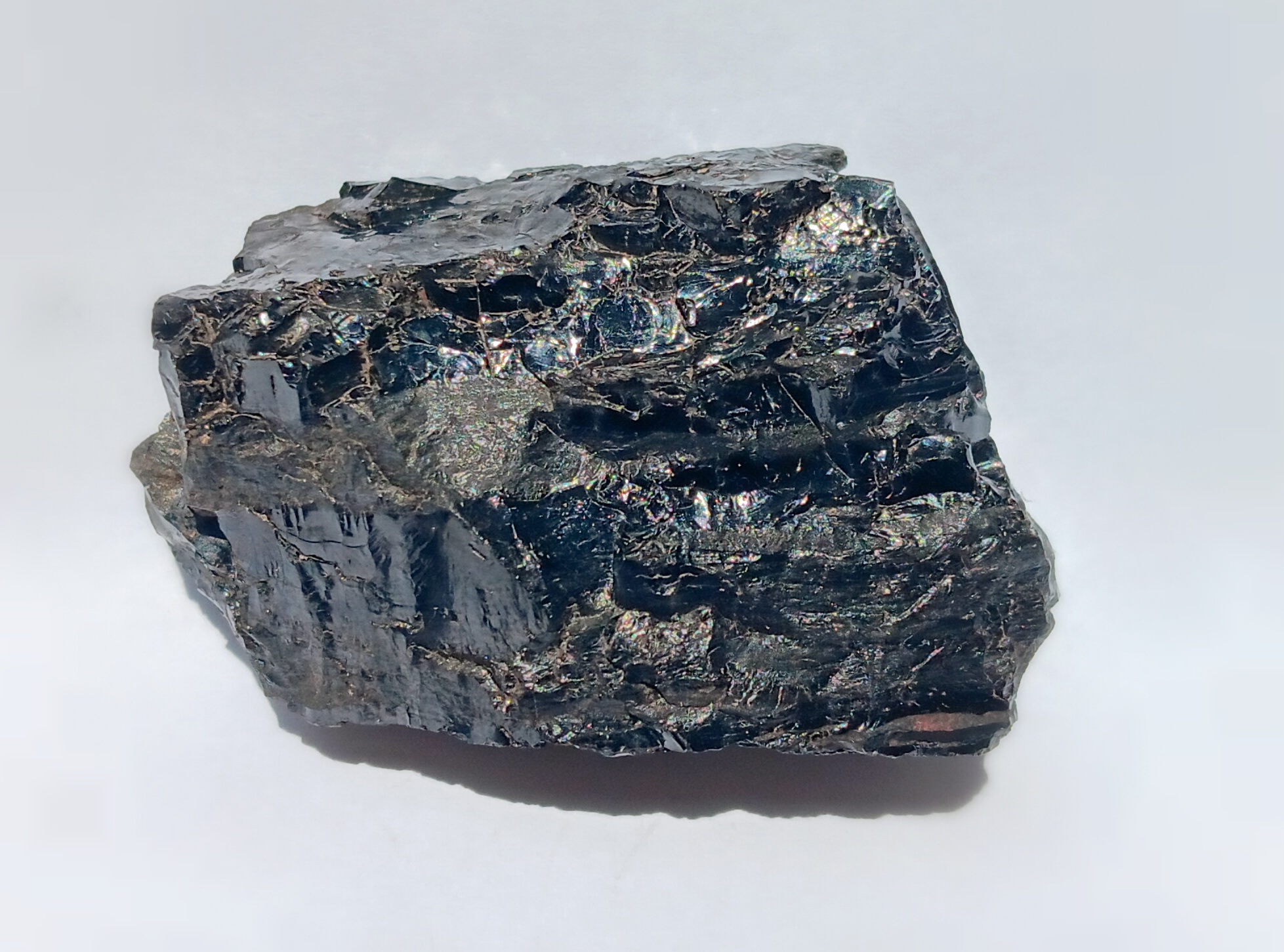
Anthrazit (Glanzkohle) aus Brandau bei Olbernhau

Olbernhauer Anthrazitkohle ist der Handelsname einer Anthrazitkohle, die in der Umgebung von Brandov (deutsch Brandau), einem Dorf im Ústecký kraj im tschechischen Teil des Erzgebirges, gewonnen wurde. Das verhältnismäßig kleine Vorkommen aus dem Oberkarbon umfasste vier Flöze. Der wirtschaftliche Abbau begann 1854 und wurde 1924 eingestellt. In diesem Zeitraum wurden rund 700.000 Tonnen Kohle gefördert. Während sich die Zechen auf zunächst österreichisch-ungarischem, später tschechoslowakischem Territorium befanden, wurde die Separation und Brikettierung auf sächsischem Gebiet bei Olbernhau errichtet. Ab 1906 verband beide Produktionsorte eine Seilbahn.

## Vorkommen

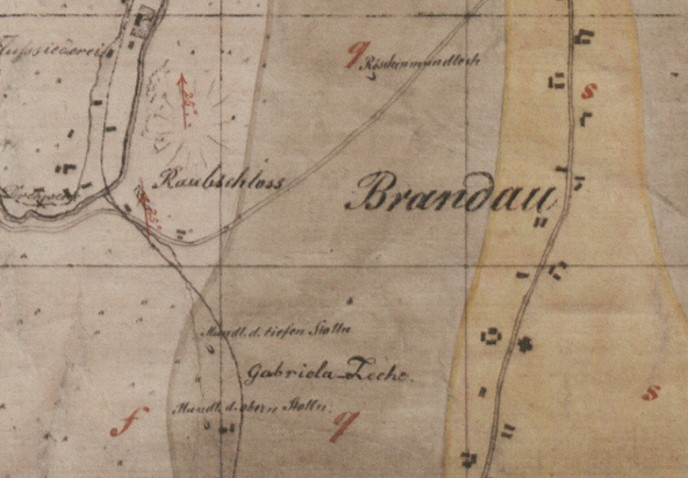
Eine geologische Karte aus dem Jahr 1858 zeigt die Gabrielazeche

Am Nordhang des Erzgebirges haben sich in einem Sedimentbecken (Senke von Olbernhau-Brandov) am heutigen Oberlauf der Flöha bei Olbernhau, mit ihren Zuflüssen Schweinitz und Natzschung, im geologischen Zeitabschnitt des Oberkarbon (mittleres bis oberes Pennsylvanium, alternativ: Stefanium) vor etwa 315–300 Millionen Jahren abgestorbene Pflanzen abgelagert. Die abgestorbenen Pflanzen verblieben in einer Senke, in der sich durch vulkanotektonische Ereignisse rhyolithische Sedimente aus Verwitterungsprozessen mit Konglomerat-, Tuff- und Tuffitanteilen bildeten und die biogenen Relikte luftdicht einschlossen. Während der Großteil des Beckens weiter mit Rotliegendablagerungen bedeckt wurde, haben sich durch Inkohlung vier Kohleflöze unterschiedlicher Mächtigkeit auf einer Fläche von etwa 0,5 Quadratkilometer gebildet. Fossile Belege gibt es aus den Pflanzengruppen Sigillariaceae und Lepidodendron, herausragend sind zu nennen: Alloiopteris angustissima, Sphenopteris stipullata und Sphenophyllum myriophyllum.
Die Flöze befanden sich ausschließlich im heute tschechischen Teil der Beckenstruktur. Sie erreichten eine Mächtigkeit zwischen wenigen Zentimetern und bis über 3 Metern. Nach anderen Angaben bewegen sich die Mächtigkeiten der kohleführenden Horizonte (Obere Braundau-Formation) zwischen 0,2 und 1,5 Metern. Es handelte sich dabei um Anthrazitkohle mit großer Dichte und Heizkraft. So betrug der Heizwert der Olbernhauer Anthrazitkohle 7800 kcal/kg bei einem Wasseranteil von 3 Prozent und einem Ascheanteil von 7 Prozent.

## Geschichte des Abbaus

### Beginn des wirtschaftlichen Abbaus

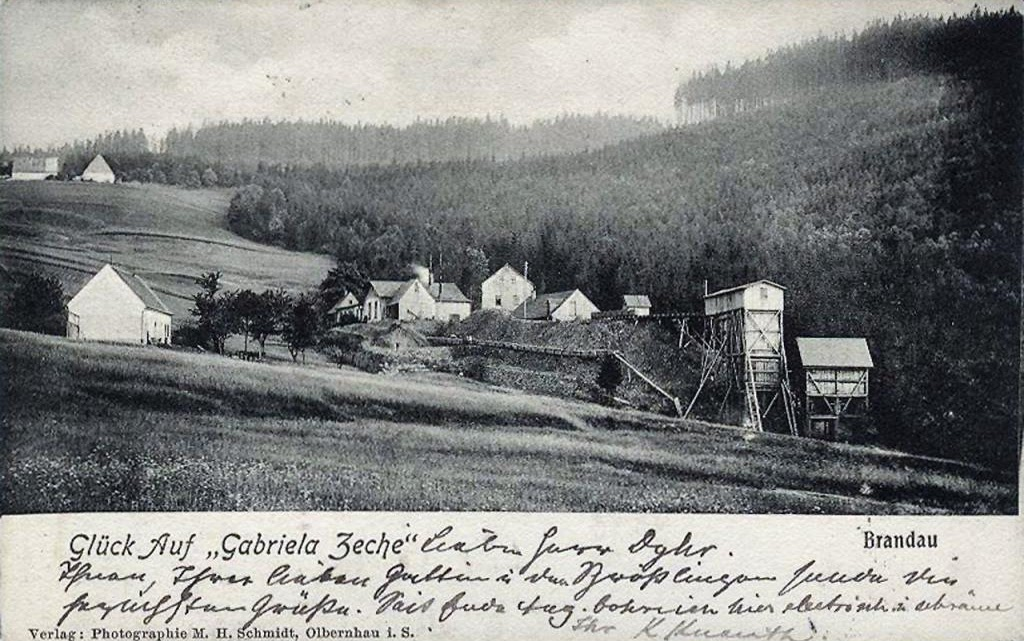
Postkarte mit Foto der Förderanlagen der Gabriela Zeche südlich von Brandau

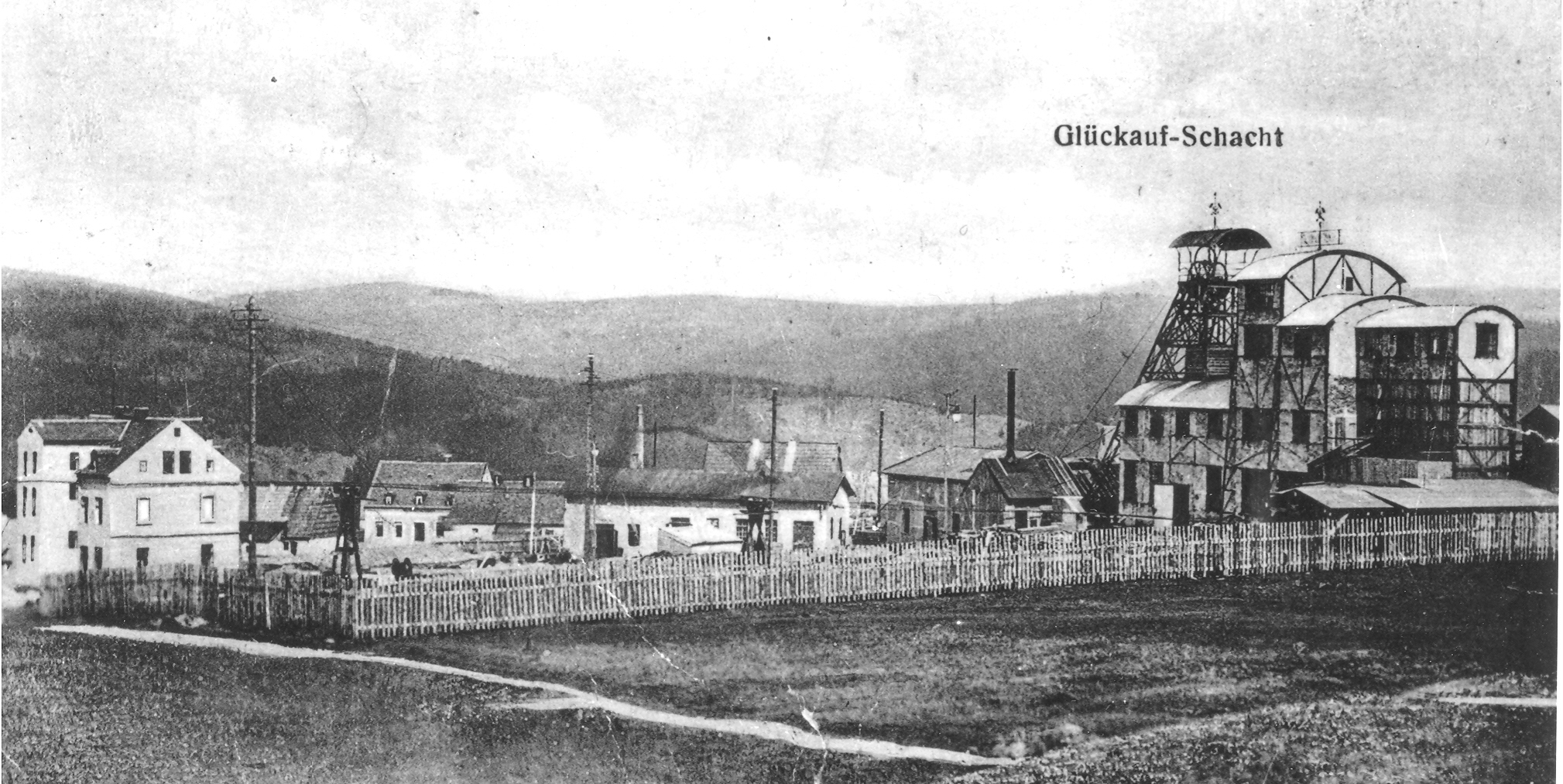
Das Fördergerüst des Glück auf Schachts bei Brandau

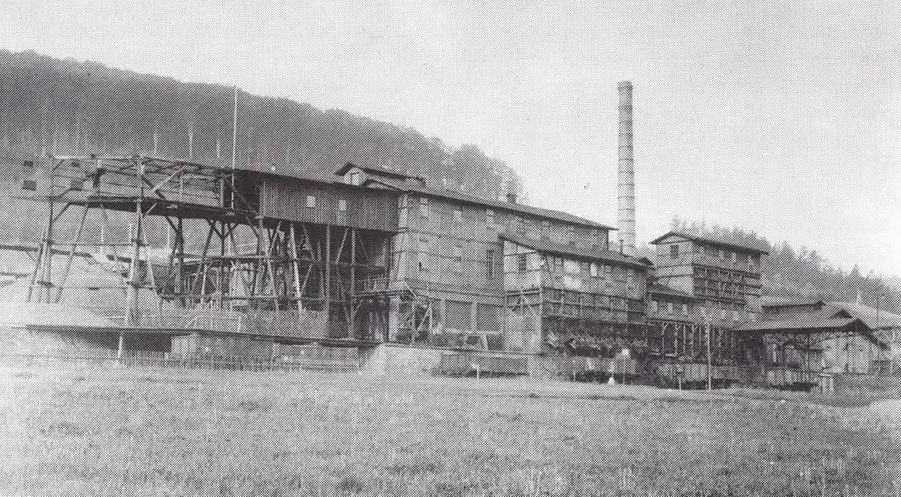
Anthrazit-Aufbereitungs- und Brikettierwerk Olbernhau

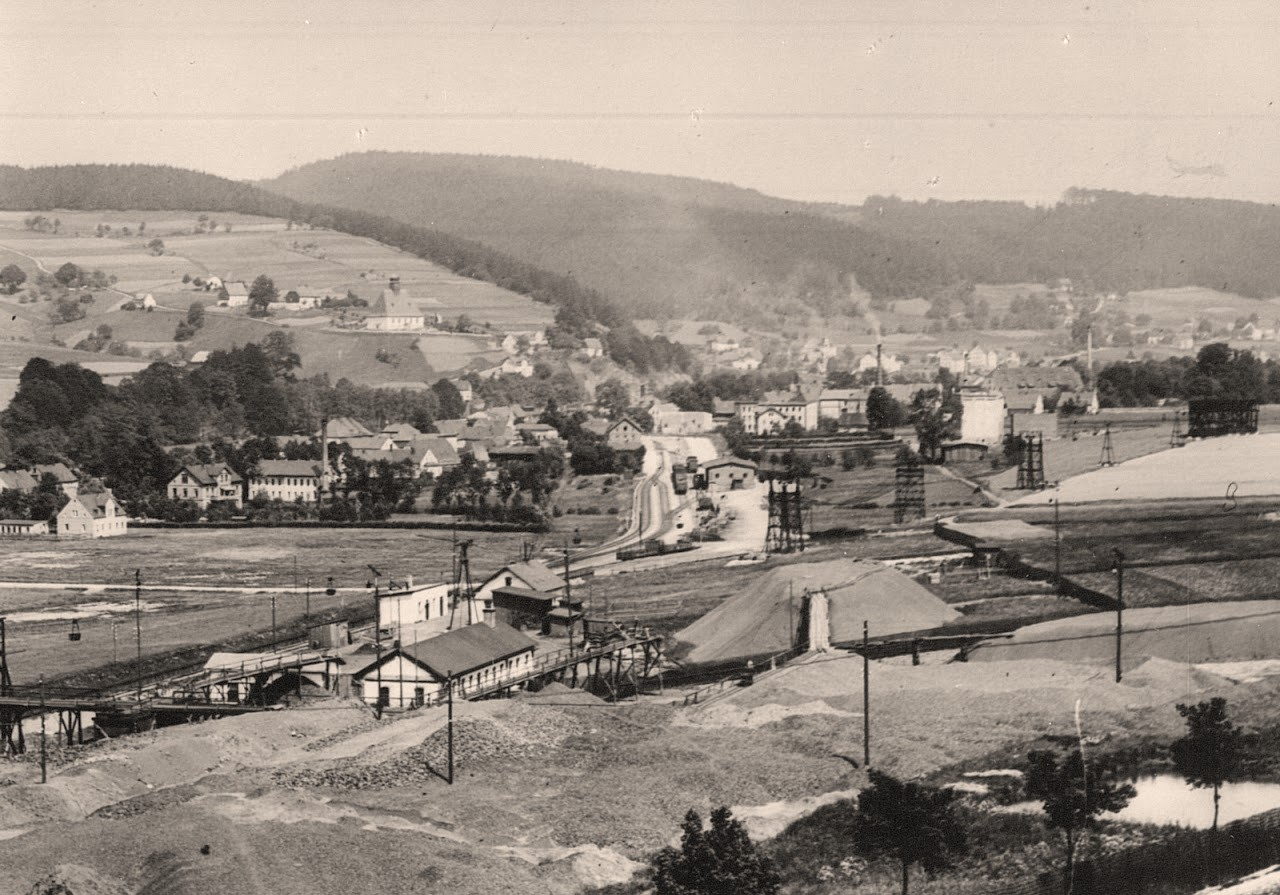
Seilbahn zum Kohletransport von Brandau nach Olbernhau-Grünthal

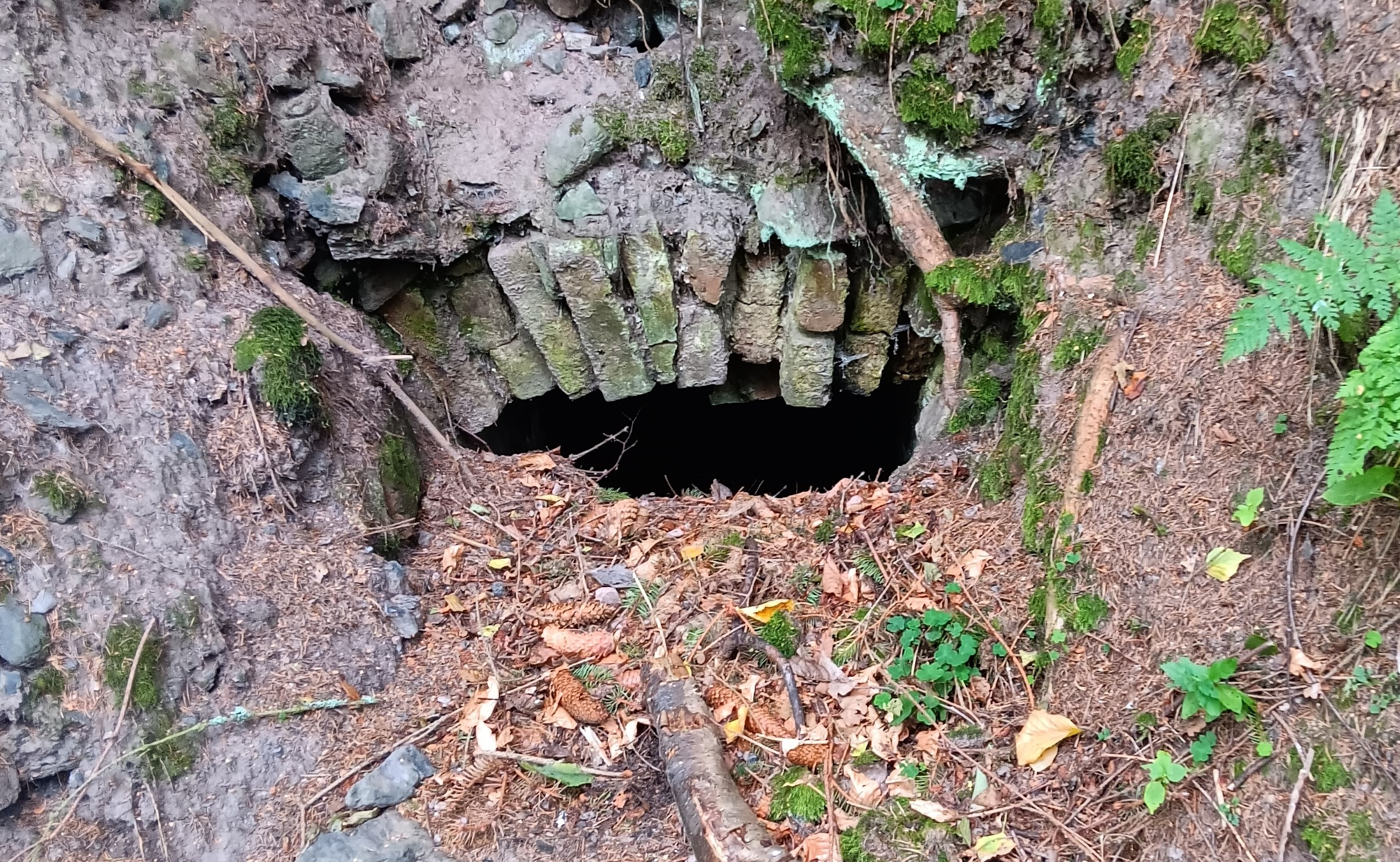
Mundloch des Unteren Stollens der Gabrielazeche

Erste Abbauversuche der an mehreren Stellen südlich des damals zu Österreich-Ungarn gehörenden Ortes Brandau zutage tretenden Kohlevorkommens sind seit Mitte des 18. Jahrhunderts dokumentiert. 1854 wurden Probebohrungen, die das Vorkommen wirtschaftlich erschlossen, durchgeführt und eine Gesellschaft zum Abbau gegründet. Hauptbeteiligter war der Eigentümer der Grundherrschaft, Georg Franz August von Buquoy von Rothenhaus. Es wurde eine Bergwerk angelegt, das nach der Frau Buguoys Gabrielazeche benannt wurde. Die Grubenleitung wurde der Direktion der Kallicher Eisenwerke übertragen.
Waren in der Anfangszeit nur drei Bergarbeiter beschäftigt, stieg deren Anzahl bis 1861 auf 13. Von den 9125 geförderten Zentnern Kohle wurden 4000 nach Sachsen geliefert. Nach dem Tode der Gräfin Buguoy gingen Herrschaft und Zeche an Ludwig Karl Gustav von Hohenlohe-Langenburg, der Buguoys Tochter Maria Isabelle geheiratet hatte. 1866 wurde Ludwig Karl Gustav in der Schlacht bei Königgrätz getötet, sodass der Besitz an den minderjährigen Sohn Gottfried ging. In dieser Zeit ging auch der Kohleabbau zurück. 1876  arbeiteten in der Gabrielazeche nur noch sechs Bergleute.

### Höhepunkt das Abbaus bis zum Ersten Weltkrieg
1893 kaufte der Großunternehmer Johannes Schlutius die Grube. Schlutius erhöhte die Anzahl der Bergleute und ließ Grubenpferde einsetzen, die die Hunte aus dem mittlerweile rund 300 Meter tiefen Stollen zogen. Bis zur Jahrhundertwende stieg die Anzahl der Zechenbelegschaft auf 92 Bergarbeiter. Es wurden jährlich 6800 Tonnen Kohle aus dem Berg gebracht, von den rund 90 Prozent nach Sachsen abgesetzt wurden. Der Rest ging größtenteils in die benachbarten Territorien Preußen und Thüringen.
Zur selben Zeit wurden die Anlagen modernisiert. Schlutius ließ einen weiteren Förderschacht, den Johannesschacht, abteufen und einen Dampfgöpel einbauen. Die Grubenbaue erstreckten sich nun über eine Länge von 600 und eine Teufe von 60 Meter. 1906 wurden die Anlagen nochmals erweitert und am Ende des Dorfes der Glück-auf-Schacht abgeteuft. Neben der neuen Förderanlage entstand zudem ein Büro- und Wirtschaftsgebäude. Gleichzeitig wurde eine rund drei Kilometer lange Seilbahn von den neuen Förderanlagen zum Bahnanschluss Olbernhau-Grünthal gebaut. In der Nähe des Bahnhofsgeländes wurde eine Kohlenseparation mit Schlämmteich sowie eine Brikettierungsanlage errichtet. Der Bahnhof erhielt einen Zweigleisanschluss und zusätzliche Rangiergleise. Die Produktion erreichte in der zweiten Hälfte der 1910er-Jahre mit jährlich 15.000 bis 17.000 Tonnen ihre Spitze.
Auch auf das Dorf Brandau hatte das Montanunternehmen Auswirkungen. In der Nähe der Zechen entstand eine zusätzliche Siedlung – die Kolonie. Zählte Brandau 1870 noch 162 Häuser mit 985 Einwohnern, so stieg die Anzahl 1910 auf 264 Häuser mit insgesamt 2482 Bewohnern.

### Niedergang und Ende des Abbaus
Am 1. März 1910 verstarb Johannes Schlutius, die Geschäfte übernahmen zunächst seine Frau sowie mehrere Inspektoren. Zu diesem Zeitpunkt waren 172 Bergarbeiter unter- und übertage beschäftigt. Mit Beginn des Ersten Weltkrieges wurde die sächsisch-österreichische Grenze zunächst geschlossen. Somit musste auf Halde produziert werden. Nach dem Krieg wirtschaftete die Zeche während der Inflation defizitär. Die Anzahl der beschäftigten Arbeiter sank 1923 auf rund 130, die Produktion auf etwa 7500 Tonnen jährlich.
1924 wurden, nach einer geplanten, aber letztendlich gescheiterten Versteigerung der Gabrielazeche, die Anlagen stillgelegt, demontiert und verkauft. Überlegungen, den Abbau während des Zweiten Weltkrieges wieder aufzunehmen, wurden nicht umgesetzt. 1957 wurden letztmalig Probebohrungen durchgeführt, um die Abbauwürdigkeit des Vorkommens zu überprüfen. Als eines der letzten großen Relikte der Kohleproduktion wurde 1995 die Briketteieranlage am heutigen Heidenweg in Olbernhau gesprengt.

### Heutiger Zustand
Die meisten Relikte der Kohleproduktion um Brandov und Olbernhau sind heute verschwunden. Allerdings finden sich im Gelände noch zahlreiche Spuren. Der ehemalige Schlämmteich in Olbernhau wurde zum Freibad umgebaut. Dahinter befindet sich eine stark bewachsene Halde des ehemaligen Brikttierwerkes; eine weitere langgezogene Halde befindet sich am Ortsausgang Brandovs in Richtung Hora Svaté Kateřiny. Reste der Gabrielazeche, etwa ein Mundloch, sind noch auszumachen.

## Verwendung der Olbernhauer Anthrazitkohle

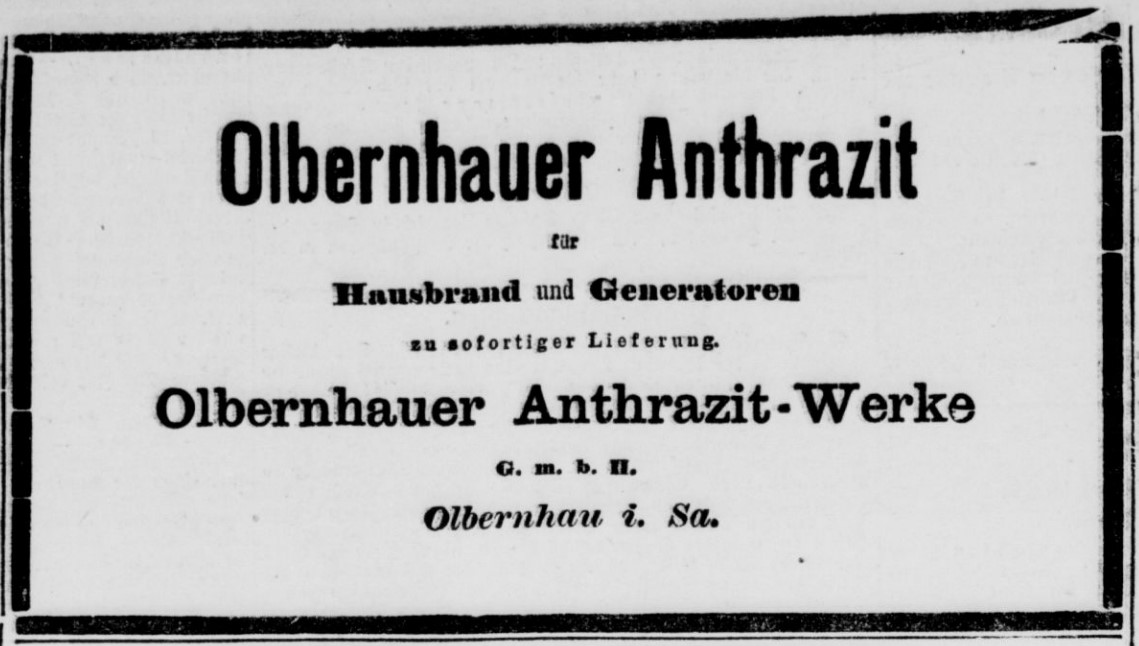
Olbernhauer Anthrazitkohle wird in der Saale Zeitung beworben. Ausgabe vom 2. Februar 1905.

Die Olbernhauer Anthrazitkohle wurden hauptsächlich direkt in Sachsen verkauft. Der Großteil der Kohle wurde zur Heizung von Öfen verwendet. Daneben kam die Kohle zur Befeuerung von Dampfmaschinenkesseln zum Einsatz. So beschrieb der Ingenieur Friedrich Freytag, dass auf der Deutschen Städte-Ausstellung in Dresden 1903 zur Befeuerung einer 100 PS starken Dampfmaschine der Marke Körting für eine PS-Stunde exakt 0,345 Kilogramm Olbernhauer Anthrazitkohlenstaub benötigt wurde.
Ebenso wurde die Olbernhauer Anthrazitkohle an Glashütten, Ziegelbrennereien und später auch Zementwerke geliefert. Die Königliche Porzellan Manufaktur Berlin schrieb im April 1903 für ihren Jahresbedarf eine Submission über 150.000 Kilogramm Anthrazit aus, die entweder aus englischer oder Olbernhauer Produktion zu beziehen sei.
Während des Ersten Weltkrieges wurde ein beachtlicher Teil der Kohleproduktion der Kriegswirtschaft zugewiesen.